# آرمنیا تی‌وی
آرمنیا تی‌وی (ارمنی: Արմենիա հեռուստաընկերություն) شرکت رسانه‌ای ارمنستانی است، که در سال ۱۹۹۷ تأسیس شد.